# Homoscedasticitat
L'homoscedasticitat (homoskedasticitat) és una propietat fonamental del model de regressió lineal general i és a dins dels seus supòsits clàssics bàsics. Es diu que hi ha homoscedasticitat quan la variància dels errors estocàstics de la regressió són els mateixos per a cada observació i, és a dir:
{\displaystyle E(\mu \ _{i}^{2})=\sigma \ _{\mu }^{2}\ \qquad \forall \;i=1,...,n}
on {\displaystyle \sigma \ _{\mu }^{2}\ }és un escalar constant per a tot  i. El que significaria que hi hauria una distribució de probabilitat d'idèntica amplada per a cada variable aleatòria.
Aquesta qualitat és necessària, segons el Teorema de Gauss-Markov, perquè en un model els coeficients estimats siguin els millors o eficients, lineals i no esbiaixats.

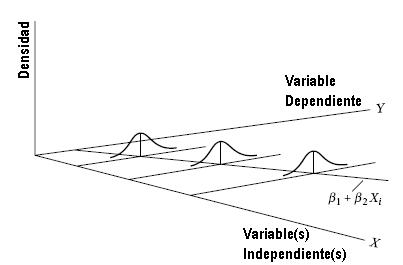
Distribució homoscedàstica

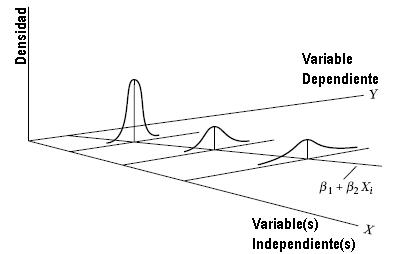
Distribució heteroscedàstica

Quan no es compleix aquesta situació, diem que existeix heteroskedasticitat, que és quan la variància de cada terme de pertorbació {\displaystyle (u_{i})}no és un nombre constant {\displaystyle \sigma \ ^{2}}.
Aquest fenomen sol ser molt comú en dades de tall transversal i també es presenta, menys freqüentment, en sèries de temps.
Si es fa la regressió d'un model a través de Mínims Quadrats Ordinaris amb presència d'heteroskedasticitat, els coeficients segueixen essent lineals i no esbiaixats però ja no tenen mínima variància (eficiència).

## Causes freqüents d'absència d'homoscedasticitat
- Variables independents que tinguin un gran recorregut pel que fa a la seva pròpia mitjana:

Això generalment passa quan s'ha disposat arbitràriament l'ordre de les observacions, generant, casualment que existeixin observacions amb grans valors en una determinada variable explicativa i el mateix amb valors petits d'aquesta mateixa variable.
- Omissió de variables importants dins el model a estimar:

Si s'omet una variable de rellevància en l'especificació, aquesta variable resta parcialment recollida a dins de les pertorbacions aleatòries, a dins de les quals hi introdueix la seva pròpia variació no necessàriament fixa.
- Canvi d'estructura:

El fet que es produeixi un canvi en l'estructura determina un mal ajust dels paràmetres al conjunt de les dades mostrals. I aquest no ha de influir de la mateixa manera en tot el recorregut de la mostra, podent produir quanties de desajust del model diferents i, per tant, variància no constant
- Utilitzar variables no relativitzades:

Quan hi ha observacions dins d'una variable en concret, i que tenen un valor més gran a les altres variables explicatives, pot originar valors de l'error diferents. Aquesta situació és similar a la explicada al principi però amb l'excepció que en aquest cas es compara amb les altres variables (fins i tot amb la dependent) i no respecte a la seva mitjana.

## Conseqüències d'estimar en presència d'heteroscedasticitat
- Càlcul incorrecte de les variància i paràmetres ineficients:

La major variància per ocupació de MQO en presència d'heteroskedasticitat pot produir un increment de més de 10 vegades en la variància estimada del paràmetre constant.
- Invalidació dels contrastos de significació:

Ja que s'acceptaria la hipòtesi nul dels contrastos de significació més vegades de les reals.
Generalment resulta que certes variables podrien resultar no ser significatives quan ho són realment.